# Tadeusz Krusiński

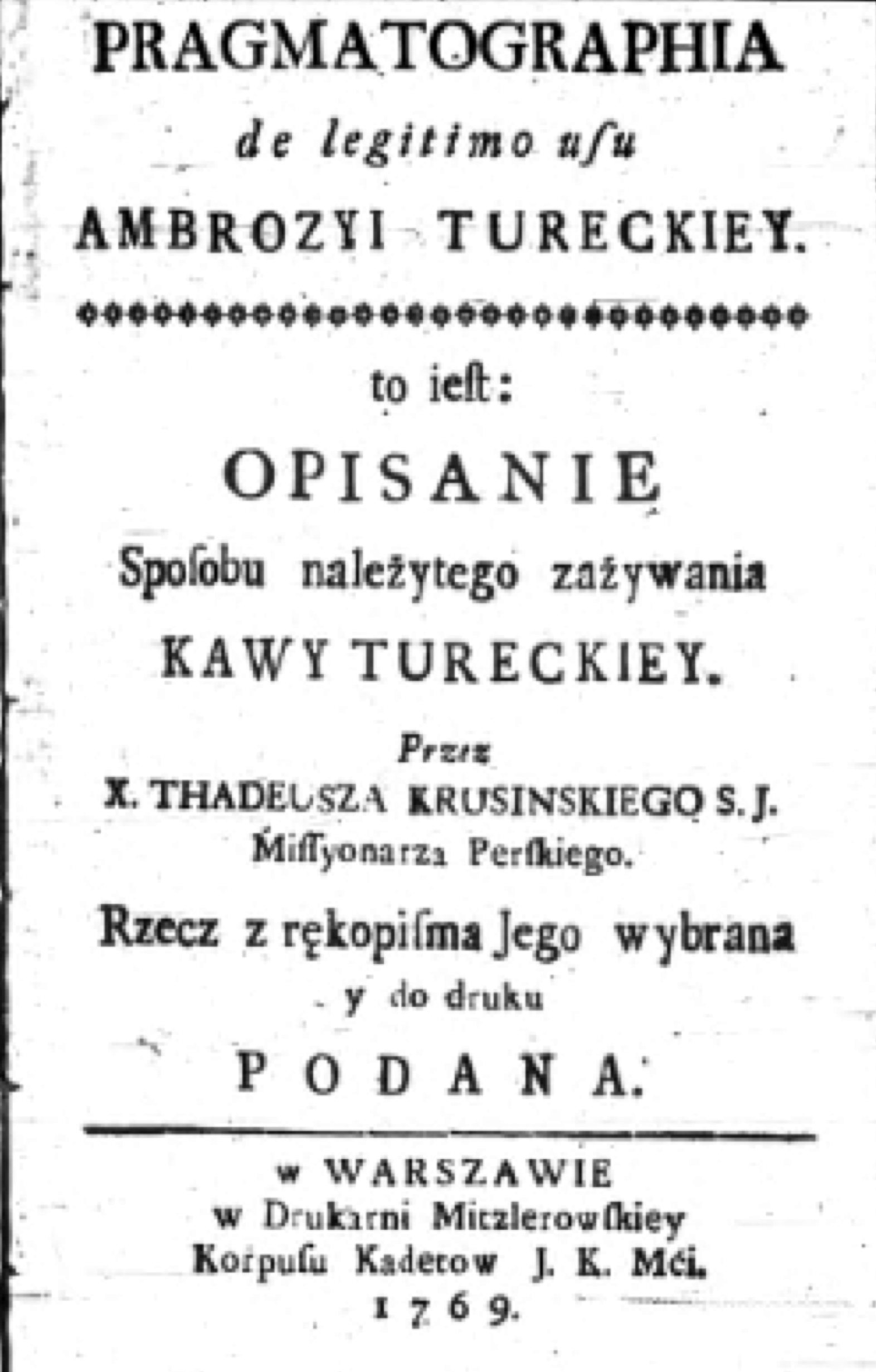
Praca Krusińskiego na temat parzenia kawy z 1769.

Jan Tadeusz Krusiński (imię zakonne: Tadeusz), (ur. 15 maja 1675, zm. 22 sierpnia 1751 w Zabrzeżu koło Kamieńca Podolskiego) – polski jezuita, lekarz, orientalista, archiwista, podróżnik, misjonarz, dyplomata z zacięciem historycznym.

## Życiorys
Urodził się (prawdopodobnie) w Jarantowicach koło Radziejowa na Kujawach w rodzinie szlacheckiej. W wieku 16 lat wstąpił do jezuitów. Nauki pobierał głównie w Krakowie, Jarosławiu i Lublinie. Posiadał duże zdolności lingwistyczne, znał się także na medycynie. Było to głównym powodem wysłania go przez władze zakonne, jako misjonarza do Persji na wizytację tamtejszych placówek misyjnych w 1705. W Krakowie, gdzie oprócz teologii odbył studia filozoficzne (uzyskał tytuł magistra), przyjął w 1704 święcenia kapłańskie.
Tadeusz Krusiński był poliglotą. Ze względu na biegłą znajomość wielu języków obcych był doskonałym kandydatem do pracy misyjnej na Wschodzie.

### Działalność misyjna (oceny i opinie)
W 1705, wraz z towarzyszącym mu ojcem Reuthem, został skierowany na misje do Persji. Polska uchodziła wówczas za czołowy kraj koordynujący misje katolickie w Persji. Tadeusz Krusiński był jednym z kilkunastu jezuitów-misjonarzy polskich, który związał swe życie z tym krajem.  Prof. Stanisław Kościałkowski, tak podkreśla polski udział w chrystianizacji Persji: "Przez półtora wieku Polska, jeśli nie w teorii i "de jure" to w każdym razie praktycznie i "de facto" była uznawana za specjalną protektorkę misji katolickich w Persji, podobnie jak Francja była specjalną protektorką tych misji w Syrii". Przedwojenny znawca polskiego podróżnictwa Stanisław Zieliński oceniał poczynania wschodnie księdza Tadeusza Krusińskiego następująco: "Krusiński był niepospolitym znawcą języków wschodnich i azjatyckiego Wschodu".  W okresie międzywojnia kronikarz wkładu Polski i Polaków do cywilizacji świata Józef Retinger (1888–1960), tak konstatował działalność jezuity na zachodnich krańcach Azji: "Największym... misjonarzem polskim Persji był ksiądz Juda Tadeusz Krusiński, jeden z najwybitniejszych w ogóle misjonarzy świata".
U schyłku XX wieku Stanisław Korwin zauważał, skreślając o Krusińskim następującą uwagę: "wybitny przedstawiciel polskiego kleru i nauki polskiej, jakim jest bezspornie ksiądz Tadeusz Krusiński S.J. (ur. 1675; zm. 1751) – misjonarz, a zarazem światowej sławy orientalista. Jeśli jezuici francuscy mogą być uważani za twórców sinologii europejskiej, to właśnie polski jezuita ugruntował iranistykę".
Na dworze safawidzkim w Isfahanie Krusiński postrzegany był jako wielki autorytet i, jak pisze o. Michał Jagusz, "...miał sławę wielkiego uczonego".
Przykłady w literaturze pochlebnych recenzji wieloletniego wysiłku intelektualnego polskiego zakonnika na Wschodzie można mnożyć. Tadeusz Krusiński był czołową postacią nie tylko misji, lecz także ówczesnej nauki, i to w wymiarze międzynarodowym. Polak, krakowianin, wykształcony w swoim kraju, uchodził za czołowego eksperta w sprawach Wschodu na Starym Kontynencie – jego publikacje, czy też wyniki jego spostrzeżeń dotyczące Orientu, poznała wówczas cała Europa oprócz ojczystego kraju, gdzie dokonania naukowe zakonnika były znane tylko ówczesnej elicie – ukazały się bowiem po łacinie. W języku polskim są do dziś mało znane. Przywilej znajomości łaciny jest dany tylko nielicznym, co przesądza o elitarnej percepcji syntezy naukowej Krusińskiego zawartej w kilku podstawowych jego pracach – efektu ćwierćwiekowego pobytu polskiego zakonnika w zachodniej części kontynentu azjatyckiego.
Kim był i czego dokonał ten tak mało znany dziś jezuita misjonarz?. Polski jezuita był bystrym obserwatorem o szerokich horyzontach, w związku z czym jego zainteresowania koncentrowały się nie tylko na sprawach misyjnych. Znał miejscowych dostojników, którzy korzystali z jego usług jako tłumacza, lekarza, doradcy. Cieszył się powszechnym szacunkiem w krajach, w których przebywał. Pracował głównie dla Watykanu, lecz także dla miejscowych, perskich i gruzińskich władców, wyświadczając im nieocenione usługi. Wiele miesięcy życia strawił na studiowaniu i porządkowaniu archiwów perskich, szczególnie interesując się w trakcie ich badania rozwojem dyplomacji persko-europejskiej, szczególnie zaś kontaktami Persów z Rzecząpospolitą. Pracy tej nie pozwoliła mu ukończyć inwazja Afganów na Persję, w wyniku której przeważająca część przedmiotu jego dociekań uległa bezpowrotnemu zniszczeniu, jednak dokonane przez niego odpisy pozwoliły na zachowanie i przekaz części z nich. Jego dociekliwości zawdzięczać możemy, a zwłaszcza Iran, uratowanie (tylko w odpisie) niektórych ważnych dokumentów, co z dumą podkreślił szach Iranu Mohammad Reza Pahlawi Aryamehr w czasie swej wizyty w Polsce, w 1977 roku, zaznaczając, iż "polski misjonarz był pierwszym europejskim wielkim historykiem jego ojczyzny".
Tadeusz Krusiński działał głównie na Kaukazie i Zakaukaziu, znał doskonale Persję, którą przeszedł parokrotnie piechotą, zwiedził również Turcję, Syrię, Kurdystan, Syberię, Palestynę, Arabię i Afganistan.
W Persji był świadkiem rewolucji w 1722, którą opisał w swych dziełach. W traktacie "Tragica vertentis belli persici historiae per repetitas et ades ab 1711 ad 1728 continuata 1740", przedstawia dokładny przebieg rewolucji 1722, która położyła kres  panowaniu Safawidów. Afganowie (Ghilzajowie) zdobyli tron, pustosząc i grabiąc kraj. Jezuita był biernym świadkiem Teheranu (1725), pobicia w 1726 Rosjan (pierwsze historyczne zwycięstwo) i Turków osmańskich w dwóch bitwach. Afganowie uzyskali praktycznie sukces, lecz nagłe dojście do władzy Nadira Szaha Afszara odroczyło wyzwolenie Afganistanu i pełne zwycięstwo aż do śmierci perskiego samowładczego imperatora – Nadira.
Świadek naoczny oblężenia Ispahanu przez Afganów w roku 1722 w żywych kolorach opowiada o klęsce głodu, podczas którego "ulice były zasłane trupami, że po ich stosach trzeba było chodzić... Za obrębem zaś miasta wszędzie mordy i łupiestwa goniły za uciekającymi, jakoż jeden z towarzyszów jego został od rokoszan zabitym w drodze. Nasz missyonarz, ostatni z Europejczyków, nie bez niebezpieczeństwa życia, opuścił Dżulfę, kolonię ormiańską pod Isfahanem, zajętą już przez Afganów, a potem pierwszy z miasta oblężonego, zmuszony najcięższym głodem "aegre sustentatus arcto pane et brevi aqua", umknął w imię Boże z Isfahanu. Tu także miał sposobność dokładniej zbadać Afganów, widzieć całe wojsko rokoszan... wielokroć bywać w ich obozie i wglądać we wszystko okiem pilnego i dbałego widza, co się odbiło w jego dziełach.
Półroczna gehenna mieszkańców stolicy safawidzkiej Persji, rozpoczęta przegraną bitwą na przedpolach Isfahanu pod Gulnaband, spowodowała w tym mieście dobrobytu traumę nieodnotowaną przez jej mieszkańców od wielu pokoleń. Felix Zieliński, za Tadeuszem Krusińskim, pisał: "...nie dość na tem, że koty i szczury jedzono, nawet ludzkie mięso było w użyciu. Kompania Holenderska sprzedała ogromne swoje zapasy cukru, i ten cukier mięszany z mieloną korą, przez kilka miesięcy żywił oblężonych".
To wówczas Tadeusz Krusiński samotnie przebywał w podisfahańskiej Dżulfie, gdzie próbował ustrzec przed grabieżą i pożogą wojenną dokumenty i skromny dobytek jezuicki. Towarzyszył mu służący, o którym wiadomo, iż Krusiński poduczył go sztuki lekarskiej. Niestety Polakowi nie udało się zachować tych archiwalnych skarbów, dość, że życie uratował, schroniwszy się do Isfahanu. Tu przyszedł Krusińskiemu w sukurs ciekawy przypadek, dzięki któremu Europa mogła się dowiedzieć czegoś więcej o Afganach niż tylko to, że podbili i zrabowali Persję, przenosząc w niebyt panującą ponad dwa wieki dynastię. Podczas oblężenia Isfahanu przez Afganów zmarło (głównie od chorób i z głodu), ok. 100 tys. ludzi, i po splądrowaniu Dżulfy, ciężko zachorował marszałek Aghassi, jedna z najbliższych osób dowodzącego inwazją Mehmeda. Służący Krusińskiego podleczył Afgańczyka, lecz gdy ten zachorował na powrót, poradzono Aghassiemu sprowadzić z oblężonego Isfahanu o. Tadeusza Krusińskiego. Ten zaś przybywszy na wezwanie marszałka, uzdrowił go skutecznie, zyskał jego przyjaźń i pod jego opieką przebywał spokojnie w Dżulfie, mimo krwawej wojny domowej. Mehmed, ustępując miejsca nowemu szachowi Aszrafowi, został ścięty 23 kwietnia 1725.
Dzięki takim przypadkom Krusiński zasięgnął głębszej wiedzy o pasztuńskich agresorach.  Dogłębna znajomość z dostojnikami afgańskimi w połączeniu z poznaniem  Afganistanu z autopsji dała możliwość realistycznego przedstawienia obrazu.Opisuje panujące tam stosunki społeczne, ekonomiczne i obyczaje. Przybliża mozaikę etniczną kraju, opowiada o plemionach i wodzach pasztuńskich (wielu poznał osobiście). Opisuje szczegółowo wojny turecko-afgańskie i persko-afgańskie. W pierwszej połowie XVIII wieku jest to jedyny tego typu zbiór informacji w literaturze światowej o kraju Hindukuszu, na którym przez wiele lat będą się opierać autorzy piszący na temat Afganistanu.
Jest najwybitniejszym i jedynym w Europie autorytetem w sprawach Persji i Afganistanu, naocznym świadkiem w dziejach przełomowego okresu dla tych krajów i jedynym, na długie lata, autorem podstawowych wiadomości i analiz o tej części Wschodu. W 1726 wykładał języki wschodnie w kolegium papieskim w Rzymie. W roku 1740 miał być raz jeszcze w Persji (co do tej jego podróży istnieją spore wątpliwości). Ogółem swoim peregrynacjom poświęcił 22 lata (1706–1728).

## Twórczość
Pozostawił jako pierwszy w literaturze europejskiej opis ziem afgańskich z próbą regionalizacji; wspomina o królestwie Kabulu, o sąsiadach. Imponuje wiedzą o górach w Afganistanie i sieci rzek, mówi o trudnym charakterze mieszkańców, znanych mu z osobistych kontaktów. Na wiele lat był jedynym źródłem rzetelnych informacji o kraju Hindukuszu w Europie. W swoim czasie nie miał równych sobie w znawstwie Afganistanu i Persji, był europejską osobową encyklopedią spraw afgańskich. Nie ukazała się drukiem w języku polskim żadna jego praca dotycząca Wschodu – wyjątek tu stanowi opracowanie o sposobie parzenia kawy tureckiej: Pragmatographia de legitymo usu ambrozyi tureckiey. W połowie XIX wieku ukazało się w prasie poznańskiej streszczenie według Krusińskiego, powtórzone w krakowskim "Czasie", natomiast u schyłku XX wieku wyszedł drukiem fragment dotyczący Gruzji, w przekładzie współczesnego znawcy polskich misji na Kaukazie, dr. Dawida Kolbai.
W 1980 roku Adam Walaszek z UJ opracował i opublikował trzy relacje z polskich podróży na Wschód muzułmański w pierwszej połowie XVII wieku, z których jedna dotyczy peregrynacji do Persji kupca, a może także agenta dyplomatycznego, wysłannika królewskiego Sefera Muratowicza. W swym opracowaniu podróży Muratowicza Adam Walaszek przytacza – w formie przypisów – kilka komentarzy Krusińskiego do dziełka wysłannika polskiego monarchy. Owo cenne "itinerarium" Ormianina w służbie Rzeczypospolitej zabezpieczył w archiwach perskich ks. Tadeusz Krusiński, wydał zaś jego przyjaciel Kazimierz Ignacy Niesiołowski w Pińsku w 1752 roku.
Tadeusz Krusiński był polskim naukowcem o międzynarodowej renomie, mimo tego w kraju jest to postać praktycznie nieznana (podobnie jak wielu innych polskich naukowców o renomie międzynarodowej) pomimo tego, że jego dzieło nie miało sobie równych w nauce światowej w stuleciu 1650–1750. Określa się go, jako Wielki syn Kościoła Powszechnego i Narodu Polskiego.
Tadeusz Krusiński stał się pierwszym europejskim wielkim historykiem Persji (Iranu) i Afganistanu. Przez wiele lat były to podstawowe prace o Persji i Afganistanie, na które powoływali się często późniejsi autorzy piszący na temat Afganistanu.
- "Relatio de mutationibus Regni Persorum" (Rzym 1727). Praca ta miała wiele wydań i była przetłumaczona na angielski, francuski, holenderski, niemiecki i turecki (na język turecki przetłumaczył ją sam Krusiński), a wydana została pt. "Terdżume-i tarih sejjah" w Stambule w 1729 roku. W Polsce ukazała się drukiem po łacinie we Lwowie w 1740 roku pt. Tragica vertentis belli Persici historia[19];
- "Chronicon peregrinantis seu historia ultimi belli Persarum cum Aghvanis" (1731)
- "Prodromus ad historiam revolutionis persicae" (1733)
- "Pragmatographia de legitymo usu ambrozyi tureckiei", to jest: Sposobu należytego zażywania kawy tureckiej, przez X. Tadeusza Krusińskiego S.J. Missyonarza Perskiego. Rzecz z rękopisma Jego wybrana y do druku podana, Warszawa 1769.

Krusiński nie tylko poznał Afganów, z którymi miał do czynienia na co dzień i nie tylko uważnie słuchał i notował wszystko to co usłyszał o nich i ich kraju, ale również poznał ich kraj z autopsji, co przypuszcza wielu historyków polskich (np. W. Słabczyński, Janusz Fedirko, Jacek Knopek), chociaż nie ma (nie zachowały się) żadnych dowodów na jego pobyt w Afganistanie. Prawdopodobnie jednak nie byłby w stanie tak zobrazować ówczesny Afganistan w swoich dziełach, gdyby nie poznał tego kraju z bliska. A opisał w nich nie tylko panujące tam stosunki społeczne, ekonomiczne i obyczaje, ale również przedstawił mozaikę etniczną tego kraju, wiele miejsca poświęcając Pasztunom, podając ich charakterystykę. Jako pierwszy opisał dokładnie góry Afganistanu – Hindukusz oraz rzeki tego kraju.